# Апенинска бреберина
Апенинска бреберина или апенински детлић (лат. Anemone apennina) је вишегодишња биљка из фамилије Ranunculaceae. Налази се у источном Медитерану, на Апенинском и Балканском полуострву. Међутим, натурализована је и у другим деловима Европе. 

## Опис врсте
Апенинска бреберина је биљка са кртоластим ризомом, са стабљиком високом 6-30 cm. Приземни листови, карактеристични за род Anemone, имају дугу дршку, сложени су и сачињени од 3 листића. Сваки листић има три режња који су неправилно тестерастог обода. На наличју су длакави, као и дршка листа. Цветови су плаво љубичасти са линеарним, дугуњастим круничним листићима. Плод је орашица,са кратким и правим кљуном.

## Распрострањење у Републици Србији
Апенинска бреберина припада источно субмедитеранском флорном елементу. Сходно томе, врло је уско распрострањена у Србији. Присутна је на само неколико локалитета у ужој Србији, у околини Врбнице. Бележена је и на планини Коритник у Метохији.

## Угроженост и заштита врсте
Врста са малобројним популацијама у Србији, апенинска бреберина у овој земљи има статус строго заштићене биљке.

## Галерија
- Станиште
- Станиште
- Хабитус
- Хабитус
- Цвет